# Eleocharis tricostata
Eleocharis tricostata är en halvgräsart som beskrevs av John Torrey. Eleocharis tricostata ingår i släktet småsäv, och familjen halvgräs. Inga underarter finns listade i Catalogue of Life.